# 貴聯控股
貴聯控股國際有限公司（港交所：1008）於香港交易所上市的公司，1990年由民營企業家蔡得先生創立。在2011年5月30日由詩天紙藝製品換取上市, 是一間在開曼群島註冊的公司。
現在除了在深圳廠房經營印刷、包裝外，還經營煙草包裝、燙金產業。